# Collegio di Warley
Warley è stato un collegio elettorale situato nelle Midlands Occidentali, e rappresentato alla Camera dei comuni del Parlamento del Regno Unito. Eleggeva un membro del parlamento con il sistema first-past-the-post, ossia maggioritario a turno unico; il collegio è stato abolito in occasione della revisione periodica del 2024.

## Estensione
Warley era uno dei quattro collegi che coprono il borgo metropolitano di Sandwell, e in particolare ne comprendeva l'area meridionale e sud-orientale. Includeva parte dell'ex borgo di contea di Warley, e cioè la città di Smethwick, come anche Brandhall e Langley Green. Erano compresi nel collegio i ward del borgo metropolitano di Sandwell di Abbey, Bristnall, Langley, Old Warley, St Paul's, Smethwick e Soho and Victoria.

## Membri del parlamento
| Elezione | Elezione | Deputato         | Partito          |
| -------- | -------- | ---------------- | ---------------- |
|          | 1997     | John Spellar     | Laburista        |
|          | 2024     | Collegio abolito | Collegio abolito |

## Elezioni

### Elezioni negli anni 2010
| Partito                    | Partito                                | Candidato                  | Risultati 12 dicembre 2019 | Risultati 12 dicembre 2019 |
| Partito                    | Partito                                | Candidato                  | Voti                       | %                          |
| -------------------------- | -------------------------------------- | -------------------------- | -------------------------- | -------------------------- |
|                            | Laburista                              | John Spellar               | 21 901                     | 58,81                      |
|                            | Conservatore                           | Chandra Kanneganti         | 10 390                     | 27,90                      |
|                            | Brexit                                 | Michael Cooper             | 2 469                      | 6,63                       |
|                            | Lib Dem                                | Bryan Manley-Green         | 1 588                      | 4,26                       |
|                            | Verdi                                  | Kathryn Downs              | 891                        | 2,39                       |
|                            |                                        |                            |                            |                            |
| Iscritti                   | Iscritti                               | Iscritti                   | 62 421                     | 100,00                     |
| ↳ Votanti (% su iscritti)  | ↳ Votanti (% su iscritti)              | ↳ Votanti (% su iscritti)  | 37 239                     | 59,66                      |
| ↳ Astenuti (% su iscritti) | ↳ Astenuti (% su iscritti)             | ↳ Astenuti (% su iscritti) | 25 182                     | 40,34                      |
|                            |                                        |                            |                            |                            |
|                            | Esito: collegio confermato a Laburista |                            |                            |                            |

| Partito                    | Partito                                | Candidato                  | Risultati 8 giugno 2017 | Risultati 8 giugno 2017 |
| Partito                    | Partito                                | Candidato                  | Voti                    | %                       |
| -------------------------- | -------------------------------------- | -------------------------- | ----------------------- | ----------------------- |
|                            | Laburista                              | John Spellar               | 27 004                  | 67,16                   |
|                            | Conservatore                           | Anthony Mangnall           | 10 521                  | 26,17                   |
|                            | UKIP                                   | Darryl Magher              | 1 349                   | 3,36                    |
|                            | Lib Dem                                | Bryan Manley-Green         | 777                     | 1,93                    |
|                            | Verdi                                  | Mark Redding               | 555                     | 1,38                    |
|                            |                                        |                            |                         |                         |
| Iscritti                   | Iscritti                               | Iscritti                   | 63 717                  | 100,00                  |
| ↳ Votanti (% su iscritti)  | ↳ Votanti (% su iscritti)              | ↳ Votanti (% su iscritti)  | 40 206                  | 63,10                   |
| ↳ Astenuti (% su iscritti) | ↳ Astenuti (% su iscritti)             | ↳ Astenuti (% su iscritti) | 23 511                  | 36,90                   |
|                            |                                        |                            |                         |                         |
|                            | Esito: collegio confermato a Laburista |                            |                         |                         |

| Partito                    | Partito                                | Candidato                  | Risultati 7 maggio 2015 | Risultati 7 maggio 2015 |
| Partito                    | Partito                                | Candidato                  | Voti                    | %                       |
| -------------------------- | -------------------------------------- | -------------------------- | ----------------------- | ----------------------- |
|                            | Laburista                              | John Spellar               | 22 012                  | 58,19                   |
|                            | Conservatore                           | Tom Williams               | 7 310                   | 19,32                   |
|                            | UKIP                                   | Pete Durnell               | 6 237                   | 16,49                   |
|                            | Verdi                                  | Robert Buckman             | 1 465                   | 3,87                    |
|                            | Lib Dem                                | Catherine Smith            | 805                     | 2,13                    |
|                            |                                        |                            |                         |                         |
| Iscritti                   | Iscritti                               | Iscritti                   | 63 792                  | 100,00                  |
| ↳ Votanti (% su iscritti)  | ↳ Votanti (% su iscritti)              | ↳ Votanti (% su iscritti)  | 37 829                  | 59,30                   |
| ↳ Astenuti (% su iscritti) | ↳ Astenuti (% su iscritti)             | ↳ Astenuti (% su iscritti) | 25 963                  | 40,70                   |
|                            |                                        |                            |                         |                         |
|                            | Esito: collegio confermato a Laburista |                            |                         |                         |

| Partito                    | Partito                                | Candidato                  | Risultati 6 maggio 2010 | Risultati 6 maggio 2010 |
| Partito                    | Partito                                | Candidato                  | Voti                    | %                       |
| -------------------------- | -------------------------------------- | -------------------------- | ----------------------- | ----------------------- |
|                            | Laburista                              | John Spellar               | 20 240                  | 52,89                   |
|                            | Conservatore                           | Jas Parmer                 | 9 484                   | 24,78                   |
|                            | Lib Dem                                | Edward Keating             | 5 929                   | 15,49                   |
|                            | UKIP                                   | Nigel Harvey               | 2 617                   | 6,84                    |
|                            |                                        |                            |                         |                         |
| Iscritti                   | Iscritti                               | Iscritti                   | 63 151                  | 100,00                  |
| ↳ Votanti (% su iscritti)  | ↳ Votanti (% su iscritti)              | ↳ Votanti (% su iscritti)  | 38 270                  | 60,60                   |
| ↳ Astenuti (% su iscritti) | ↳ Astenuti (% su iscritti)             | ↳ Astenuti (% su iscritti) | 24 881                  | 39,40                   |
|                            |                                        |                            |                         |                         |
|                            | Esito: collegio confermato a Laburista |                            |                         |                         |

### Elezioni negli anni 2000
| Partito                    | Partito                                | Candidato                  | Risultati 5 maggio 2005 | Risultati 5 maggio 2005 |
| Partito                    | Partito                                | Candidato                  | Voti                    | %                       |
| -------------------------- | -------------------------------------- | -------------------------- | ----------------------- | ----------------------- |
|                            | Laburista                              | John Spellar               | 17 462                  | 54,42                   |
|                            | Conservatore                           | Karen Bissell              | 7 315                   | 22,80                   |
|                            | Lib Dem                                | Tony Ferguson              | 4 277                   | 13,33                   |
|                            | BNP                                    | Simon Smith                | 1 761                   | 5,49                    |
|                            | Laburista Socialista                   | Malcolm Connigale          | 637                     | 1,99                    |
|                            | UKIP                                   | David Matthews             | 635                     | 1,98                    |
|                            |                                        |                            |                         |                         |
| Iscritti                   | Iscritti                               | Iscritti                   | 56 194                  | 100,00                  |
| ↳ Votanti (% su iscritti)  | ↳ Votanti (% su iscritti)              | ↳ Votanti (% su iscritti)  | 32 087                  | 57,10                   |
| ↳ Astenuti (% su iscritti) | ↳ Astenuti (% su iscritti)             | ↳ Astenuti (% su iscritti) | 24 107                  | 42,90                   |
|                            |                                        |                            |                         |                         |
|                            | Esito: collegio confermato a Laburista |                            |                         |                         |

| Partito                    | Partito                                | Candidato                  | Risultati 7 giugno 2001 | Risultati 7 giugno 2001 |
| Partito                    | Partito                                | Candidato                  | Voti                    | %                       |
| -------------------------- | -------------------------------------- | -------------------------- | ----------------------- | ----------------------- |
|                            | Laburista                              | John Spellar               | 19 007                  | 60,50                   |
|                            | Conservatore                           | Mark Pritchard             | 7 157                   | 22,78                   |
|                            | Lib Dem                                | Ron Cockings               | 3 315                   | 10,55                   |
|                            | Laburista Socialista                   | Harbhajan Dardi            | 1 936                   | 6,16                    |
|                            |                                        |                            |                         |                         |
| Iscritti                   | Iscritti                               | Iscritti                   | 58 068                  | 100,00                  |
| ↳ Votanti (% su iscritti)  | ↳ Votanti (% su iscritti)              | ↳ Votanti (% su iscritti)  | 31 415                  | 54,10                   |
| ↳ Astenuti (% su iscritti) | ↳ Astenuti (% su iscritti)             | ↳ Astenuti (% su iscritti) | 26 653                  | 45,90                   |
|                            |                                        |                            |                         |                         |
|                            | Esito: collegio confermato a Laburista |                            |                         |                         |

## Risultati dei referendum

### Referendum sulla permanenza del Regno Unito nell'Unione europea del 2016
|             | Collegio | Lasciare UE % | Rimanere in UE % |
| ----------- | -------- | ------------- | ---------------- |
|             | Warley   | 61,8%         | 38,2%            |
| Inghilterra | 53,3%    | 46,7%         |                  |
| Regno Unito | 51,9%    | 48,1%         |                  |